# Parastenomordella
Parastenomordella is een geslacht van kevers uit de familie spartelkevers (Mordellidae).
Het geslacht is voor het eerst wetenschappelijk beschreven in 1950 door Ermisch.

## Soorten
Het geslacht omvat de volgende soorten:
- Parastenomordella ensifera Franciscolo, 1989
- Parastenomordella flavolongevittata Ermisch, 1950